# Калиев, Еркин Жакенович
Калиев Еркин (Еркен) Жакенович (род. 17 апреля 1957, Алма-Ата) — казахстанский политик, бизнесмен, топ-менеджер национальной авиакомпании. Министр транспорта и коммуникаций Республики Казахстан в 1997—1998 годы. 

## Образование
- В 1980 году окончил Московский инженерно-физический институт (с 2009 года — Национальный исследовательский ядерный университет «МИФИ») факультет кибернетики, по специальности «инженер-системотехник».
- В 1985 году, окончив Аспирантуру ВЦ Академии Наук СССР, получил степень кандидата физико-математических наук.

## Карьера
- 1985—1988 гг. младший научный сотрудник Института математики и механики Академии наук Казахстана[1].
- 1989—1991 гг. — директор Выставочно-информационного центра ЦК ЛКСМК (Выставочно-информационного Центра НТТМ)
- C 1991 г. — основатель и Председатель Правления СП «Глотур»
- 1996 — сентябрь 1998 гг. — Доверенный управляющий, Генеральный директор РГП «Казахстан Темир Жолы».
- В 1997 году Еркин Жакенович был назначен на должность Министра транспорта и коммуникаций Республики Казахстан.
- В сентябре 1998 года подал в отставку с поста министра и вернулся к предпринимательской деятельности.
- 1998—2000 гг. — основатель и Президент фонда, Председатель Правления ЗАО «Еркин Көмек»,
- 1999 Президент благотворительного фонда «Демография» которым создан международный детский центр «Ак Ерке» на 250 детей.
- С декабря 1999 года — президент Федерации сумо РК.
- 30 декабря 2000—2004 гг. — Президент крупнейшей национальной авиакомпании «ЗАО „Эйр Казахстан“».
- С октября 2001 г. — президент Ассоциации гольфа Казахстана, вице-президент Федерации волейбола РК.
- С 2004 года — Генеральный директор ТОО «Еркин К».
- С августа 2008 года — Член Совета Директоров АО «Сеймар».
- Председатель совета директоров СП Glotur.
- Председатель Попечительского совета Научно-образовательный фонд "Аспандау".

## Семья
Женат, супруга Ажар Джандосова — дочь Санджара Уразовича Джандосова и внучка Ильяса Джансугурова (по матери) и знаменитого революционера Ураза Джандосова (по отцу), имеет четверых детей: Адильжана, Меруерт, Дамели, Санджара.
Его отец Жекен Калиев возглавлял республиканские организации и почти всю свою жизнь посвятил просветительству, член политсовета республиканской политической партии «Отан». 28 января 2005 года избран председателем Ассоциации содействия ООН (АСООН) в Казахстане, член Палаты общественных экспертов с 6 октября 2006 при Мажилисе Парламента РК.
Зять Ураза Алиевича Джандосова: его жена Ажар Жандосова (дочь Санджара Уразовича Джандосова) приходится двоюродной сестрой Уразу Алиевичу Джандосову.

## Интересные факты
Летом 1995 года во время благотворительного телемарафона приобрёл за миллион тенге теннисную ракетку президента страны.
Г-н Калиев сам лично писал и составлял сценарий на новогодний праздник компании «Эйр Казахстан» к наступающему 2003 году и сам пел на этом празднике. А утром улетал на Килиманджаро.
Одной из причин отставки Министра называется — докладная, на имя Президента республики Казахстан о том, что министр транспорта и коммуникаций использует своё служебное положение и бесплатно летает. Оскорбленный Калиев уплатил стоимость проезда самолётом из Астаны в Алматы и подал в отставку.
Победитель чемпионата по гольфу «Seimar Open» 1998 г., абсолютный чемпион Казахстана 2001 года по гольфу. Руководитель альпинистской команды «Снежные барсуки».
Еркин Калиев — член Клуба Меценатов Казахстана, в который вошли Булат Абилов — председатель Клуба, Раимбек Баталов, Еркин Калиев, Маргулан Сейсембаев, Нурлан Смагулов, Нуржан Субханбердин, Кайрат Сатылганов, который учредил независимую премию «Тарлан» (2000).